# Argyrocupha
Argyrocupha là một chi bướm ngày thuộc họ Lycaenidae.